# Chân Dăng
L'expression Chân Đăng désigne les « engagés sous contrat » vietnamiens venus à la fin du XIXe siècle et au début du XXe siècle travailler en Nouvelle-Calédonie et, pour une partie, aux Nouvelles-Hébrides, aujourd’hui Vanuatu. L'expression Chân Đăng, littéralement « Pied engagé », se rapporte de façon imagée aux personnes ayant un contrat d'embauche lors de leur arrivée, le mot "chân" en vietnamien ayant plusieurs sens, entre autres "pied", "place" ou "emploi". Ce nom rappelle l'expression « pieds-noirs » appliquée aux Européens émigrés en Algérie.
L'arrivée des premiers Vietnamiens en Nouvelle-Calédonie remonte à 1891. Il s'agit principalement de prisonniers du bagne de Poulo Condor. Dès 1895, le recrutement s'effectue directement au port de Hải Phòng, des travailleurs libres originaires du Tonkin sont acheminés vers l'île du Pacifique où ils travaillent principalement dans les mines de nickel. Cette main d'œuvre est engagée pour cinq ans renouvelables, période à l'issue de laquelle elle est rapatriée. Leur arrivée se poursuit jusque dans les années 1930.
En raison du déclenchement de la Seconde-Guerre mondiale, les rapatriements sont suspendus, ils reprennent de manière intermittente à la fin des années 1940 mais le reste des Chân Đăng doit attendre la fin de la guerre d'Indochine pour avoir la possibilité de revenir dans leur pays. Entre-temps, leur situation évolue en Nouvelle-Calédonie. À partir de 1945, mécontents de leurs conditions de travail et du fait que les autorités françaises sont dans l'impossibilité d'effectuer leur rapatriement, ils s'engagent dans de violentes luttes sociales au cours desquelles ils affichent leur allégeance au Việt Minh alors engagé dans une lutte anticoloniale contre l'armée française. Leur mobilité sociale s'améliore après l'abolition du code de l'indigénat en 1946, ce qui leur permet d'accéder à des professions intermédiaires. Au sein même de la communauté vietnamienne, le soutien au Viet-Minh divise, une partie du groupe, notamment des catholiques adoptant une position anticommuniste.
Durant la période 1960-64, la majorité des Vietnamiens part, ceux qui restent s'intègrent à la société caldoche, notamment par le mariage. Les descendants des Chân Đăng continuent à transmettre leur héritage vietnamien au travers de manifestations culturelles.

## Histoire

### Arrivée des travailleurs engagés
Le premier convoi de Chân Đăng arrive en Nouvelle-Calédonie en 1891, sur le Chéribon. Il est composé de 768 Vietnamiens dont 479 prisonniers du bagne de Poulo Condor. Quatre-vingt-seize d'entre eux décèdent alors qu'ils sont encore au dépôt et les employeurs sont réticents à les engager en raison de leur provenance. À partir de 1895, les engagés sont recrutés directement à Haiphong. Leur contrat est d'une durée de cinq ans renouvelables une fois. Ce sont pour la plupart des Tonkinois originaires du delta du Fleuve Rouge au Nord Vietnam, particulièrement des provinces de Ninh Bình, Nam Định, Thái Bình, des zones surpeuplées au niveau de vie très faible et où la famine sévit. Ceux qui arrivent en Nouvelle-Calédonie travaillent dans les mines de chrome et de nickel, tandis que ceux des Nouvelles-Hébrides travaillent dans des plantations de cacaoyers et de caféiers.
En Nouvelle-Calédonie, les Vietnamiens comme d'autres travailleurs engagés (Indonésiens, Néo-Hébridais) sont soumis au régime de l'indigénat. Confinés à leurs baraquements, ils ne peuvent se déplacer librement, leur séjour à Nouméa est réglementé. De par la nature de leur engagement, ils ne peuvent rompre leur contrat. Au regard de cette situation, les Tonkinois se surnomment eux-mêmes Chân Đăng, «pieds engagés». Dès leur arrivée, on donne à chacun des travailleurs un matricule par lesquels ils sont nommés, y compris dans les documents officiels, leurs noms étant jugés trop difficiles à prononcer.

### Guerre d'Indochine et rapatriements
Après-guerre, les autorités françaises procèdent à un rapatriement en 1946-1947 des meneurs de troubles des émeutes. Entre août 1947 et octobre 1950, quatre convois remmènent 1791 Vietnamiens dans leur pays.
Cependant, la Guerre d'Indochine et sa conséquence, la partition du Vietnam en deux pays, Vietnam du Nord  et Vietnam du Sud va susciter un imbroglio diplomatique retardant de plusieurs années la poursuite des rapatriements. En effet, les anciens engagés de Nouvelle-Calédonie sont originaires du Tonkin, et veulent donc être rapatriés au nord, tandis que la république du Vietnam du Sud refuse catégoriquement que la France négocie avec le Nord alors qu'elle reconnait uniquement le Vietnam du Sud. Sur l'île même, les acteurs locaux, l’association des travailleurs vietnamiens et le gouvernement calédonien font pression pour la résolution du problème.
Les Chân Đăng multiplient les pétitions et commémorent les faits d'armes du Viet Minh face à la France. Les autorités locales craignent elles que la question vietnamienne ne déstabilise le territoire, la population locale montrant une rancœur croissante à l'encontre des Vietnamiens qui représente un peu moins de 6 % de la population calédonienne, une hostilité alimenté par le retour des anciens d'Indochine. Ainsi, le Conseil général de Nouvelle-Calédonie se prononce en octobre 1954 en faveur du transfert des Chân Đăng ; souhait réitéré par quatre fois en 1956. La fondation d'un comité de défense des intérêts calédoniens cette même année illustre le développement du sentiment anti-vietnamien en Nouvelle-Calédonie.
En automne 1956, le gouvernement français initie finalement des négociations incluant aussi bien le Vietnam du Nord qu la république du Sud. Les deux pays exigent de pouvoir envoyer des représentants sur l'île, une demande qui gêne Paris ; les autorités craignent que les deux Vietnam installent en définitive des représentations permanentes en Nouvelle Calédonie. Après plusieurs atermoiements, la France accepte finalement la venue des délégués Vietnamiens. Ceux du Sud viennent en décembre 1957, leurs tentatives visant à retourner les immigrés contre le Vietnam du Nord est un échec, les travailleurs étant largement acquis au Viet Minh. Entre-temps, le gouverneur Grimald demande l'expulsion de certains agitateurs afin d'« d’apaiser les Français de Nouvelle-Calédonie », une demande satisfaite par Paris.
Mis sous pression par la population calédonienne, le Conseil de gouvernement de Nouvelle-Calédonie décide de prendre en main le dossier et de négocier directement avec les Vietnamiens. En décembre 1957, le vice-président du Gouvernement et le président de l’Assemblée territoriale s’entretiennent avec le président du Vietnam du Sud qui ne se montre pas enthousiaste à l'idée de recevoir une population peu désireuse de s’installer au Sud. Le conseil du gouvernement organise alors une enquête indiquant que 83,3 % des Chân Đăng souhaitent s'installer au nord. En avril 1958, malgré l'opposition du quai d'Orsay, une délégation se rend à Hanoï pour trouver un accord. Les discussions sont menées directement avec Hô Chi Minh et son
Premier ministre et aboutissent vite à un accord sur le rapatriement. Hanoï s'engage à accueillir la totalité des Vietnamiens souhaitant retourner au pays et à envoyer des émissaires pour régler sur place les questions pratique. La Nouvelle-Calédonie accepte d'organiser les convois.
Cependant, l'accord est considéré comme « nul et non avenu » par Paris qui estime que le territoire a outrepassé ses compétences légales. La déception est forte en Nouvelle-Calédonie où la mauvaise situation économique accentue les tensions politiques.
Le 4 juin 1960, Paris parvient finalement avec Hanoï, aux accords dits de Chambon, les départs sont fixés à 500 par mois en moyenne, deux délégués de Hanoï sont autorisés à séjourner sur le territoire le temps des transferts. Saigon dénonce l'arrangement, arguant du fait que les Vietnamiens de l'étranger relèvent de sa compétence et, tente de freiner l'arrivée des délégués du nord en faisant pression sur les pays où ils font escale. Le gouvernement du Sud se met finalement d'accord avec la France sur une liste de 1 659 passagers rapatriés en trois convois échelonnés entre décembre 1960 et février 1961.
Après une interruption de deux ans et demi, des convois sont réorganisés, entre juillet 1963 et février 1964, se sont 4109 Vietnamiens de Nouvelle-Calédonie et des Nouvelles-Hébrides qui rentrent au Vietnam.

### Communauté vietnamienne actuelle en Nouvelle-Calédonie

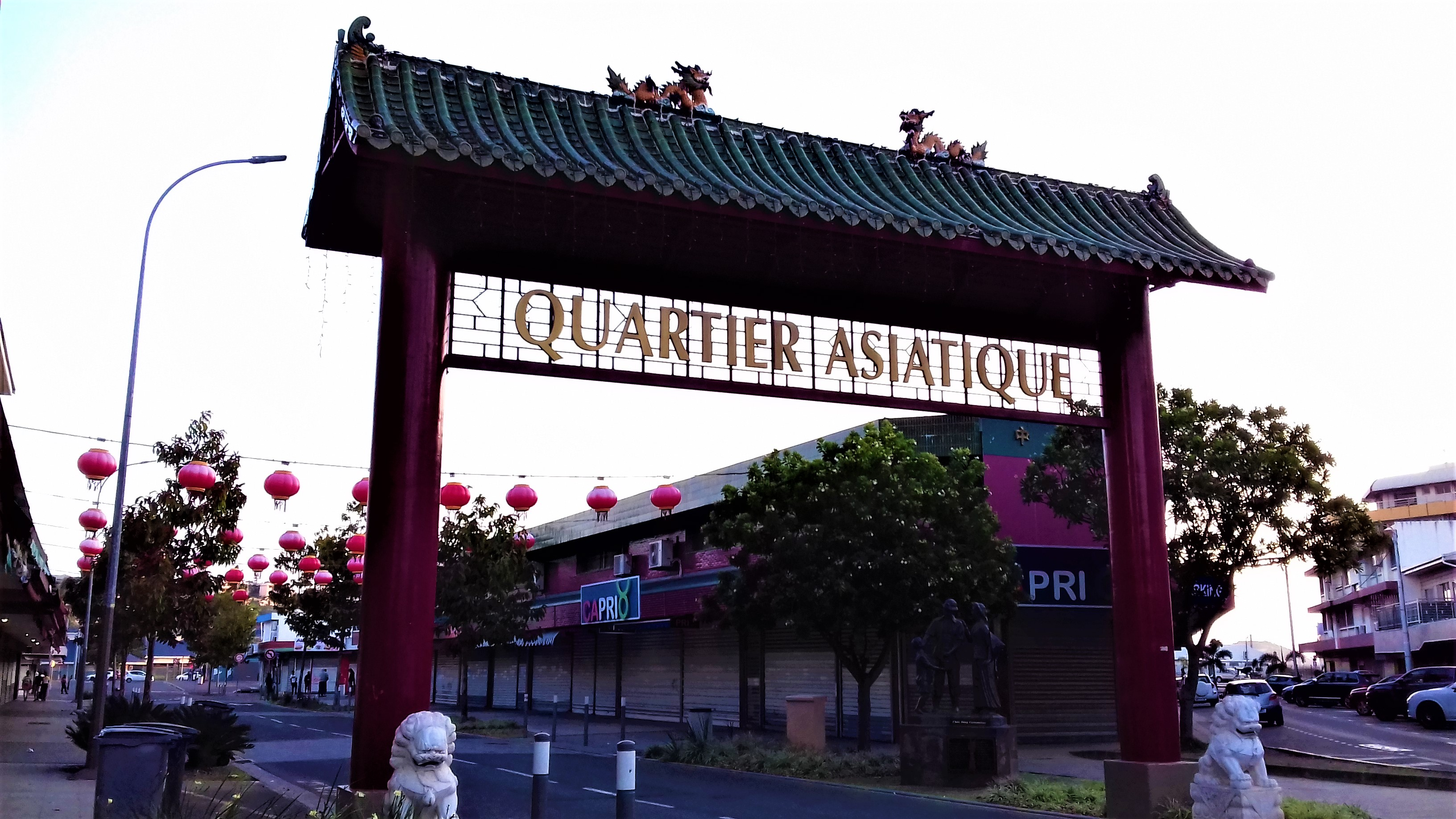
L'entrée du quartier asiatique, ou « Chinatown », de Nouméa, avec le monument aux Chân Dăng.

Ceux qui ont choisi de rester en Nouvelle-Calédonie ont créé la communauté des immigrés Vietnamiens. En 1978, on compte environ 2000 Vietnamiens sur le territoire dont 1800 catholiques.
Les générations suivantes des Chân Dăng regroupent 2 822 personnes soit 1,43 % de la population de l'archipel selon le recensement de 1996, et 2 327 individus et 0,95 % des Néo-calédoniens en 2009 (à quoi il faut rajouter une partie, difficilement mesurable, de ceux s'étant alors déclarés comme appartenant à plusieurs communautés, ou métis, ou comme « Calédoniens »). Il s'agit de la deuxième plus importante communauté asiatique de cet archipel, derrière les Indonésiens d'origine. Ils sont fortement concentrés dans le Grand Nouméa (2 268 personnes, soit plus de 96 % de la communauté vietnamienne et 1,4 % de la population totale de l'agglomération) et notamment dans la ville-centre de Nouméa (1 803 individus et 1,9 % des Nouméens, soit pratiquement autant que les descendants de Tahitiens et plus que les Indonésiens d'origine). La population vietnamienne est légèrement plus âgée que la moyenne locale et que la plupart des autres groupes : les moins de 20 ans représentaient en 2009 15,5 % de cette communauté (contre 34,4 % pour l'ensemble de la population néo-calédonienne), soit environ autant que les plus de 65 ans (15,4 %, par rapport aux 7,4 % que cette classe d'âge représente en général parmi les habitants de l'archipel) ou que les 55-65 ans (16,7 %). Un quart d'entre eux environ ont entre 20 et 40 ans (24,5 %), légèrement plus entre 40 et 55 ans (27,87 %).
| Hommes | Classe d’âge | Femmes |
| ------ | ------------ | ------ |
| 0,83   | 90 et plus   | 1,1    |
| 0,74   | 80-89        | 1,49   |
| 5,07   | 70-79        | 5,34   |
| 16,14  | 60-69        | 17,91  |
| 18,63  | 50-59        | 16,03  |
| 19,28  | 40-49        | 18,3   |
| 13,75  | 30-39        | 16,65  |
| 8,39   | 20-29        | 9,9    |
| 8,86   | 10-19        | 8,33   |
| 8,3    | 0-9          | 5,73   |

Aujourd’hui, à Voh, Koniambo à Koné, Thiébaghi et Paagoumène à Koumac, et dans le nord du chef-lieu Nouméa, on peut trouver des traces historiques de cette communauté tonkinoise grâce aux tombes et anciens camps, habitations abandonnées des Chân Đăng. La plus ancienne tombe date de 1909.

#### Présence culturelle, économique et sociale

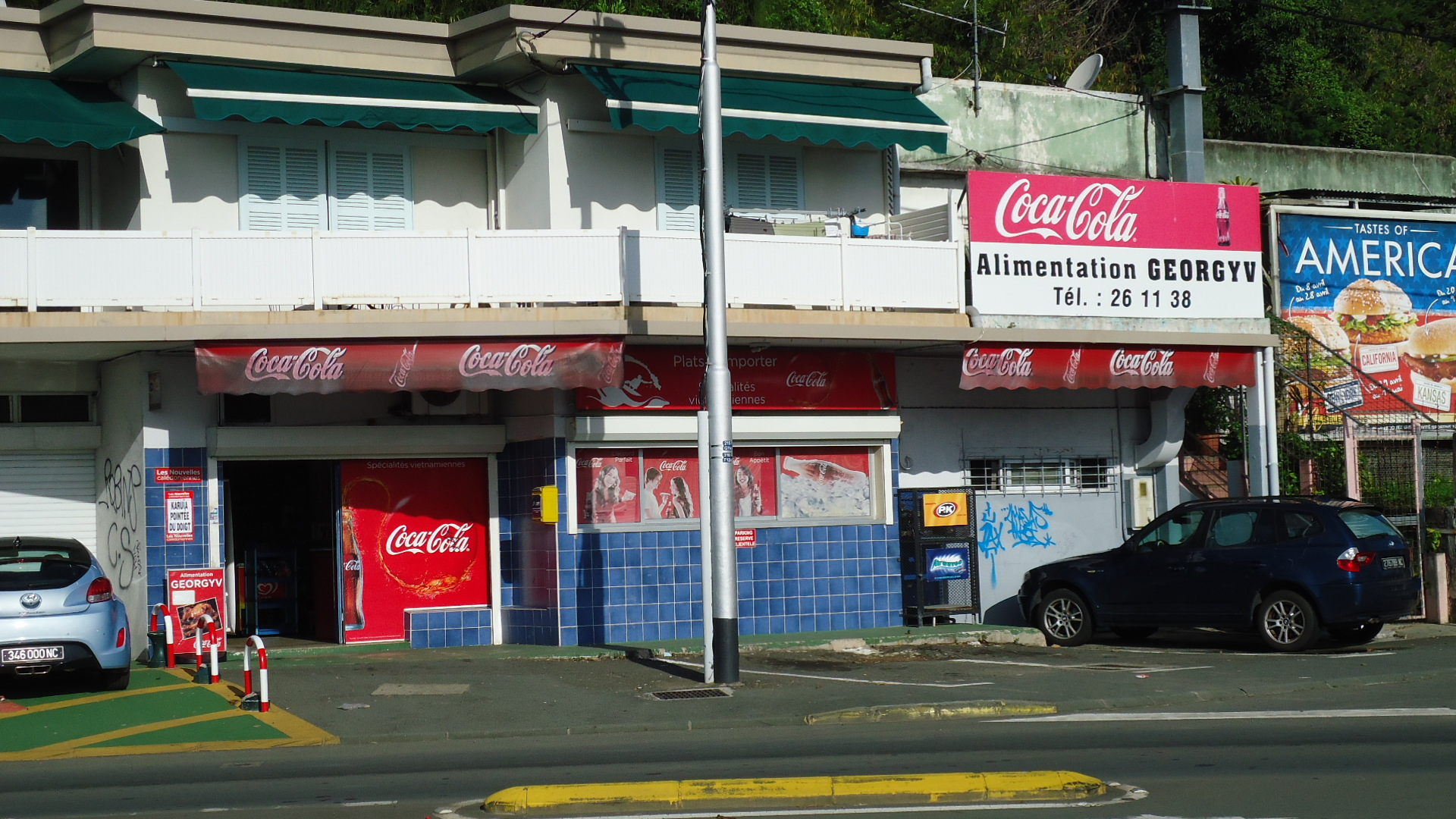
La plupart des épiceries ou magasins d'alimentation sont tenus par des Asiatiques d'origine, surtout Vietnamiens. L'expression populaire désigne ces commerces par le terme générique « Chez le Chinois ». Ici, à l'Anse du Gaz, dans le quartier de l'Orphelinat, à Nouméa.

Une Amicale vietnamienne a été créée en 1974 pour maintenir des liens de solidarité et des pratiques culturelles au sein de cette population en Nouvelle-Calédonie. Elle gère depuis sa fondation le Foyer vietnamien situé à la limite entre les quartiers de Magenta et Tina Golf à Nouméa. Celui-ci offre plusieurs cours d'initiation à la culture vietnamienne ou plus généralement asiatique : de langue, de danse à deux, de taekwondo, de tai-chi-chuan, vo duong sinh ou tai-chi vietnamien ou de viet vo dao, ainsi que des manifestations ou spectacles propre à la communauté (notamment pour la fête du Têt, ou Nouvel An).
Plusieurs familles se sont fortement intégrées, sur le plan économique ou social, notamment par de nombreux métissages, à la communauté dite des « Caldoches » ou Calédoniens d'origine européenne (tels les Bui-Duyet, Chuvan, N'Guyen ou Tran Van Hong). La communauté est très présente dans le petit commerce de détail, les épiceries étant généralement appelées par les populations locales par confusion « Chez le chinois » et offrant des spécialités vietnamiennes à emporter (notamment des nems, souvent plus longs que ceux commercialisés en métropole). Le quartier compris entre l'Avenue de la Victoire au sud, la place des Cocotiers au nord, la rue du général Mangin à l'ouest et l'avenue du Maréchal Foch à l'est dans le centre-ville de Nouméa, est qualifié de « Chinatown » en raison de sa forte concentration de commerces et restaurants asiatiques, majoritairement vietnamiens d'origine.
Sur le plan religieux, les descendants de Vietnamiens sont majoritairement catholiques. Mais d'autres constituent la quasi-totalité des bouddhistes de Nouvelle-Calédonie. Ces derniers sont essentiellement regroupés au sein de l'Association bouddhique de Nouvelle-Calédonie, rattachée à la Congrégation bouddhique vietnamienne unifiée d'Australie et de Nouvelle-Zélande, qui pratique un bouddhisme mahāyāna de tradition vietnamienne. L'association dispose, comme lieu de méditation, de la pagode Nam Hai Pho Da, qui est à proximité du foyer de l'amicale vietnamienne de Nouvelle-Calédonie (AVNC) situé à l'entrée de Tina, à côté de l'aéroport de Magenta à Nouméa.

## Personnalités néo-calédoniennes d'origine vietnamienne

### Personnages de fiction
- Tathan dans la bande dessinée de La Brousse en folie, ainsi que sa famille (son épouse Mandarine et ses enfants Adrien et Téthine) n'est jamais clairement présenté comme un « Vietnamien », « Indonésien » ou « Chinois » mais représente le stéréotype du « commerçant asiatique » en Nouvelle-Calédonie.
- Nadette, ainsi que sa nièce Sophie, dans la série télévisée Chez Nadette.

### Sportifs
- Diane Bui Duyet, nageuse française, titulaire du record du monde du 100 mètres papillon en petit bassin.
- Vu Duc Minh Dack, karatéka français, médaille de bronze en kata individuel masculin aux championnats du monde de karaté de 2008.

### Hommes d'affaires
- André Dang Van Nha, président directeur-général de la Société minière du Sud Pacifique (SMSP)

### Écrivains
- Jean Vanmai

### Personnalités politiques
- Jean-Gabriel Favreau, élu L'Avenir en confiance-Les Républicains calédoniens à l'Assemblée de la Province Sud et au Congrès depuis 2019
- Julien Tran Ap, élu L'Avenir en confiance-Mouvement Populaire Calédonien à l'Assemblée de la Province Sud depuis 2019
- Emmanuelle Khac, élue Calédonie ensemble à l'Assemblée de la Province Sud et au Congrès depuis 2019

## Communauté vietnamienne actuelle au Vanuatu
Une petite communauté vietnamienne s'est également maintenue au Vanuatu, issue elle aussi des descendants de Chân Đăng. Il s'agit là de la principale communauté asiatique de cet État archipel, largement concentrée dans la capitale, Port-Vila. Leur nombre se serait maintenu depuis les années 1960 autour de 600 personnes, soit environ 0,25 % de la population totale vanuataise. Ils sont en très grande partie chrétiens.

## Littérature
- Jean Vanmai, Chân Đăng : Les Tonkinois de Calédonie au temps colonial, Nouméa, Société d'études historiques de la Nouvelle-Calédonie, 1980, 387 p.
- Jean Vanmai, Fils de Chân Đăng, Nouméa, Editions de l'Océanie, 1983, 292 p.